# تابانگ مالیف
تابانگ مالیف (انگلیسی: Thabang Molefe؛ زادهٔ ۱۱ آوریل ۱۹۷۹) یک بازیکن فوتبال اهل آفریقای جنوبی است.
وی همچنین در تیم ملی فوتبال آفریقای جنوبی بازی کرده‌است.